# Bad Brains (album)
Bad Brains è l'album di debutto dei Bad Brains, pubblicato nel 1982 dalla ROIR. Adam Yauch dei Beastie Boys lo considera "il miglior album punk/hardcore di sempre". Originariamente l'album fu pubblicato unicamente su formato cassetta.

## Tracce
1. Sailin' On – 1:55
2. Don't Need It – 1:07
3. Attitude – 1:19
4. The Regulator – 1:07
5. Banned in D.C. – 2:12
6. Jah Calling – 2:31
7. Supertouch/Shitfit – 2:30
8. Leaving Babylon – 4:10
9. Fearless Vampire Killers – 1:07
10. I – 2:05
11. Big Take Over – 2:57
12. Pay to Cum – 1:25
13. Right Brigade – 2:27
14. I Luv I Jah – 6:24
15. Intro – 0:45
16. Extro – 2:08

## Formazione
- H.R. - voce
- Dr. Know - chitarra
- Darryl Jenifer - basso
- Earl Hudson - batteria